# 猿渡ゆか
猿渡 ゆか（さるわたり ゆか、本名 猿渡 有香、1980年8月1日 - 2015年10月10日）は、日本の女優、リポーター。プロダクションアンクルに所属。血液型はO型で身長160cm、体重45kg。大阪府堺市出身。武庫川女子短期大学卒業。

## 主な出演作品

### テレビ
- 5チャンDO!
- 住人十色
- @あっと!テレわか
- わかやま新フード記
- 風のハルカ
- デザイナー
- こちら海です
- わかやまナイズ
- 西播磨発サタデー9
- 京のまち
- 掛布の遊びたいし!
- 長七郎江戸日記
- わんぱく天使
- わかば
- おはよう朝日土曜日です
- 天使のココロ
- まんてん
- かるたクイーン
- 命賭けて

### CM
- NTT
- ニノミヤ

### オリジナルビデオ
- ミナミの帝王
- 誘惑の華